# Aşdağul, Ortaköy
Aştavul là một thị trấn thuộc huyện Ortaköy, tỉnh Çorum, Thổ Nhĩ Kỳ. Dân số thời điểm năm 2010 là 2.123 người.